# Stadion Střelecký ostrov
Das Stadion Střelecký ostrov, häufig auch Stadion na Střeleckém ostrově, voller Name: Fotbalový stadion Střelecký ostrov (deutsch Schützeninsel-Fußballstadion), ist ein Fußballstadion in der südböhmischen Stadt Budweis. Direkt hinter der Haupttribüne verläuft der Fluss Moldau. Die Insel wird von der Moldau und der Maltsch umschlossen. Der Fußballverein Dynamo Budweis trägt hier seine Heimspiele aus. Von 2005 bis 2009 trug die Sportstätte die Bezeichnung E.ON Stadion. Die Spielstätte bietet heute 6681 Sitzplätze. Nur wenige hundert Meter nördlich liegt die Mehrzweckhalle Budvar Aréna, in der u. a. der Eishockeyclub HC České Budějovice seine Heimpartien austrägt.

## Geschichte
Die genaue Entstehungszeit des Stadions ist nicht bekannt, es gab aber schon in den 1920er-Jahren einen Sportplatz an dieser Stelle. Dort spielte nicht nur der 1905 gegründete SK České Budějovice, sondern auch der deutsche Sportklub DSK Budweis und dessen Nachfolger DFC Budweis. Innerhalb der deutschsprachigen Bevölkerung der Stadt hatte der Platz die Bezeichnung Sportplatz Schützeninsel.
Zu einem ersten umfangreichen Ausbau kam es Mitte der 1960er-Jahre. Es entstand eine überdachte Sitztribüne für 1.500 Zuschauer, auf der Gegenseite eine weitere überdachte Stehtribüne für 3.500 Menschen, darüber hinaus wurden weitere Stehplätze errichtet. Zudem wurde ein Flutlicht installiert, eine Anzeigetafel aufgestellt und die Spielerkabinen ausgebaut.
Der Zuschauerrekord datiert aus einem Erstligaspiel gegen Sparta Prag am 9. Mai 1987. Mit 12.000 Fans war das Stadion ausverkauft.
Zu einer Generalrekonstruktion kam es in den Jahren 2003 bis 2008 in mehreren Etappen. Damals bot die Spielstätte 12.000 Plätze, davon waren 1500 Sitzplätze. Die Gegentribüne und die Hintertortribünen wurden abgerissen und neu aufgebaut. Auch die Haupttribüne wurde umgebaut. Das Stadion ist seitdem komplett überdacht und bietet 6.681 Sitzplätze.
Von 2005 bis 2009 hielt der Energiekonzern E.ON die Namensrechte am Stadion, das dementsprechend die Bezeichnung E.ON Stadion trug.